# Personatge tipus
Un personatge tipus és un personatge de ficció que és fàcilment recognoscible per membres d'una cultura determinada a partir de recurrències freqüents dins de una tradició literària determinada. Els personatges tipus es distingeixen per ser insípids, monòtons i amb poca gràcia; com a resultat, tendeixen a ser un blanc fàcil per fer befa i ser criticats com a clixés. La presència d'una gran varietat de personatges tipus és un component clau de molts gèneres literaris i cinematogràfics.